# Ana Cristina de Oliveira
Ana Cristina de Oliveira (* 24. Juli 1973 in Lissabon) ist eine portugiesisch-US-amerikanische Schauspielerin.

## Werdegang
Oliveira war die einzige Tochter eines Rundfunkmitarbeiters und plante zunächst eine Karriere als Journalistin. Sie debütierte in einer kleinen Nebenrolle im portugiesischen Film Bis zum bitteren Ende aus dem Jahr 1991. In der US-amerikanischen Komödie Molly (1999) von John Duigan spielte sie an der Seite von Elisabeth Shue und Aaron Eckhart und trat danach in einem Videoclip von Bryan Adams auf, bevor sie in Paolo Costellas Film Amore con la S maiuscola (2002) ihre erste bedeutende Filmrolle erhielt.
De Oliveira erhielt im Jahr 2003 die US-amerikanische Staatsangehörigkeit. In der Actionkomödie New York Taxi (2004) war die Schauspielerin neben Queen Latifah als ein Mitglied der von Vanessa (Gisele Bündchen) angeführten Bande der Raubüberfälle begehenden Models zu sehen. Die Titelrolle im Filmdrama Odete (2005) brachte ihr im Jahr 2005 einen Preis des Entrevues Film Festivals und den Prix d'interpretation Janine Bazin für die beste Hauptrolle des Festival International Du Film Belfort.
Nach einigen Rollen in Produktionen wie Miami Vice (2006) oder einer Episode von CSI: Miami (2006) spielte sie seit Ende der 2010er Jahre verstärkt in portugiesischen Kino- und Fernsehproduktionen.

## Filmografie (Auswahl)
- 1991: Bis zum bitteren Ende (Ao Fim da Noite) – Regie: Joaquim Leitão
- 1999: Molly – Regie: John Duigan
- 2002: Amore con la S maiuscola – Regie: Paolo Costella
- 2004: Fado Blues (Tudo Isto É Fado) – Regie: Luís Galvão Teles
- 2004: New York Taxi (Taxi) – Regie: Tim Story
- 2005: Odete – R: João Pedro Rodrigues
- 2006: Miami Vice – Regie: Michael Mann
- 2006: Warning Moon (Kurzfilm) – Regie: Luca Colombo
- 2006: CSI: Miami (Folge Collision)
- 2010: Backlight (Contraluz) – Regie: Fernando Fragata
- 2011: Aristides de Sousa Mendes, O Cônsul de Bordéus – Regie: Francisco Manso
- 2017: A Impostora (Fernsehserie)
- 2018: Carga – Regie: Bruno Gascon
- 2018–2020: Onde Está Elisa? (Fernsehserie)
- 2019: Teorias da Conspiração (Fernsehserie)
- 2019: Prisioneira (Fernsehserie)
- 2020–2021: O Clube (Fernsehserie)
- 2021: Sombra – Regie: Bruno Gascon (2022 auch Fernseh-Mehrteiler)
- 2022: Km 224 – Regie: António-Pedro Vasconcelos